# حزب لیبرترین کالیفرنیا
حزب لیبرترین کالیفرنیا (به انگلیسی: Libertarian Party of California) (LPC) وابسته حزب ملی لیبرترین (LP) در کالیفرنیا است. رئیس حزب میمی رابسون است و در ساکرامنتو، کالیفرنیا در شهرستان ساکرامنتو مستقر است. از سال ۲۰۱۶ لیبرترین تقریباً ۰/۷۴٪ از آرا ثبت شده در ایالت را دارا بوده‌است.

## تاریخچه
در سال ۱۹۷۲، این حزب خواستار شکایت از کارمندان شهرستان در شهرستانهای Placer و Butte به دلیل امتناع از اجازه دادن به رای‌دهندگان برای ثبت نام به عنوان لیبرترین شد. در سال ۱۹۷۸ اد کلارک، که از سال ۱۹۷۳ تا ۱۹۷۴ رئیس اتحادیه بود و بعداً در سال ۱۹۸۰ کاندیدای ریاست جمهوری ملی شد، به عنوان مستقل برای فرمانداری کالیفرنیا کاندیدا شد تا حزب را به رسمیت بشناسد و بیش از پنج درصد دریافت کرد. با این حال، وزیر امور خارجه حکم داد که دو درصد شرط حفظ احزاب و عدم کسب احراز احزاب است و از آنجا که کلارک به عنوان یک فرد مستقل و نه یک لیبرتاریا کاندیدا شده‌است، هیچ‌یک از این دو حساب نمی‌شود. طرف دعوی علیه این تصمیم شکایت کرد، اما ابتدا رد شد و سپس در فرجام خواهی رد شد. حزب لیبرتاریان کالیفرنیا میزبان کنوانسیون ملی لیبرتاریان در سالهای ۱۹۷۷، ۱۹۷۹، ۱۹۸۰ و ۲۰۰۰ بوده‌است.